# Luther (canção)
"Luther" (estilizado em letras minúsculas ) é uma canção do rapper americano Kendrick Lamar e da cantora e compositora americana SZA. Sendo lançada como o segundo single do sexto álbum de estúdio de Lamar, GNX, em 29 de novembro de 2024. A música foi coescrita tanto pelo Lamar e SZA, também foi dirigida pelos compositores Atia Bogge e Sam Dew, enquanto a produção ficou a cargo de Sounwane, Jack Antonoff, Bridgeway, Kamasi Washington, M-Tech e Rose Lilah. O título da música é uma homenagem ao nome do cantor de R&B e soul Luther Vandross.

## Composição
"Luther" é uma "balada de amor" marcada por diversas seções de cordas, acompanhadas por batidas de 808 e chimbais. O Screen Rant descreveu a canção como uma fusão de R&B contemporâneo e hip-hop. A faixa inclui uma amostra de "If This World Were Mine", escrita por Marvin Gaye e interpretada por Luther Vandross e Cheryl Lynn, refletindo o título desde o início. Lamar, em uma entrega "monótona", dá início à "história de amor" confessando seu amor pela protagonista, presumivelmente uma "trabalhadora do sexo" ou uma "mulher promíscua" incompreendida. SZA intervém durante os refrãos para refletir do ponto de vista da mulher que Lamar apresentou ao ouvinte de antemão. O refrão consiste em harmonizações entre Lamar e SZA, enquanto os vocais desta última são mais destacados e sobrepostos aos de Lamar.

## Recepção crítica
Em uma crítica para a NME, Kyann-Sian Williams destacou que a música é mais uma demonstração da "química de sucesso" entre Kendrick Lamar e SZA, elogiando sua interpretação "debonAir" de uma balada de amor tradicional. Lindsay Zoladz, do The New York Times, descreveu "Luther" como um "momento notavelmente terno" e uma "pausa de três minutos" em um álbum que, de outra forma, seria considerado prepotente. Tomás Mier, da Rolling Stone, destacou Lamar por "expandir suas habilidades de canto" antes de se juntar a SZA.

## Desempenho comercial
Na Nova Zelândia, "Luther" estreou em primeiro lugar nas paradas musicais oficiais da Aotearoa, tornando-se o quarto single número um de Kendrick Lamar no país e seu segundo em 2024. Essa conquista reforça o sucesso contínuo de Lamar nas paradas musicais da região.

## Tabelas musicais
| Paradas                                      | Melhor posição |
| -------------------------------------------- | -------------- |
| Austrália Álbuns (ARIA)                      | 3              |
| Austrália Hip Hop/R&B(ARIA)                  | 1              |
| Áustria (Ö3 Austria Top 75)                  | 50             |
| Bélgica (Ultratop Flandres)                  | 3              |
| Canadá (Canadian Hot 100)                    | 2              |
| France (SNEP)                                | 45             |
| Mundo (Billboard Global 200)                 | 4              |
| Hong Kong (Billboard)                        | 21             |
| India International (IMI)                    | 4              |
| Irlanda (IRMA)                               | 7              |
| Italy (FIMI)                                 | 67             |
| Japan Hot Overseas (Billboard Japan)         | 4              |
| Latvia (LaIPA)                               | 7              |
| Lithuania (AGATA)                            | 9              |
| Lithuania Airplay (TopHit)                   | 65             |
| Luxembourg (Billboard)                       | 21             |
| Malaysia (Billboard)                         | 7              |
| Malaysia International (RIM)                 | 6              |
| Países Baixos (Single Top 100)               | 20             |
| New Zealand (Recorded Music NZ)              | 1              |
| Norway (VG-lista)                            | 27             |
| Philippines (Philippines Hot 100)            | 3              |
| Poland (Polish Streaming Top 100)            | 47             |
| Singapore (RIAS)                             | 9              |
| Eslováquia (Singles Digitál Top 100)         | 65             |
| África do Sul (EMA)                          | 2              |
| Sweden (Sverigetopplistan)                   | 36             |
| Suíça (Schweizer Hitparade)                  | 21             |
| Taiwan (Billboard)                           | 10             |
| Reino Unido (UK Singles Chart)               | 5              |
| Reino Unido (OCC UK R&B)                     | 1              |
| Estados Unidos (Billboard Hot 100)           | 3              |
| Estados Unidos (Billboard R&B/Hip-Hop Songs) | 3              |
| Estados Unidos (Billboard Rhythmic)          | 39             |

## Histórico de lançamento
| Região         | Data                   | Formato(s)        | Gravadora                 | Ref    |
| -------------- | ---------------------- | ----------------- | ------------------------- | ------ |
| Itália         | 29 de novembro de 2024 | rádio             | Universal                 | [ 43 ] |
| Estados Unidos | 10 de dezembro de 2024 | Rádios de sucesso | PGlang Interscope Records | [ 44 ] |